# Latouille-Lentillac
Latouille-Lentillac är en kommun i departementet Lot i regionen Occitanien i södra Frankrike. Kommunen ligger i kantonen Saint-Céré som tillhör arrondissementet Figeac. År 2022 hade Latouille-Lentillac 246 invånare.

## Befolkningsutveckling
Antalet invånare i kommunen Latouille-Lentillac
| Referens: INSEE |